# Гарагуль, Дмитрий Владимирович
Дми́трий Влади́мирович Гара́гуль (род. 29 июля 1996, Казахстан) — казахстанский кёрлингист, действующий спортсмен.
Капитан сборной команды Северо-Казахстанской области по кёрлингу, Мастер спорта Республики Казахстан по кёрлингу, тренер по кёрлингу, судья первой категории, старший тренер молодёжной сборной Республики Казахстан по кёрлингу.
В составе национальных команд Казахстана участник Тихоокеанско-Азиатского чемпионата по кёрлингу 2016, Панконтинентального чемпионата 2022, Зимней Универсиады 2017, Зимних Азиатских игр 2017.
Играет в основном на позиции второго.

## Команды
| Сезон   | Четвёртый       | Третий           | Второй                 | Первый                 | Запасной                                       | Турниры             |
| ------- | --------------- | ---------------- | ---------------------- | ---------------------- | ---------------------------------------------- | ------------------- |
| 2016—17 | Виктор Ким      | Абылайхан Жузбай | Муздыбай Кудайбергенов | Дмитрий Гарагуль       | Renas Akhmad тренер: Виктор Ким                | ТАЧ 2016 (8 место)  |
| 2016—17 | Дэниел Ким      | Абылайхан Жузбай | Дмитрий Гарагуль       | Ренас Ахмад            | Тамерлан Иргебай тренер: Виктор Ким            | ЗУ 2017 (10 место)  |
| 2016—17 | Виктор Ким      | Абылайхан Жузбай | Дмитрий Гарагуль       | Муздыбай Кудайбергенов | Abilay Nurumbetov тренер: Roman Kazimirchik    | ЗАИ 2017 (5 место)  |
| 2022—23 | Adil Zhumagozha | Aidos Alliyar    | Дмитрий Гарагуль       | Abragim Tastemir       | Arman Irjanov тренеры: Armin Harder, Аллан Мур | ПКЧ 2022 (12 место) |

(скипы выделены полужирным шрифтом)